# Baronia d'Entença
|  | Per a altres significats, vegeu «Baronia que fou d'en Guillem d'Entença». |

La baronia d'Entença fou una jurisdicció senyorial que tingué com a centre el castell d'Entença (Baixa Ribagorça).

## Terres tarragonines
Les possessions dels Entença a les terres tarragonines eren conegudes amb el nom de Baronia d'Entença. Cal esmentar Falset, Móra, Tivissa, Altafalla, Siurana, Ulldemolins, Cabassers, Garcia, Marçà, Pratdip i Colldejou. Moltes d'aquestes possessions eren herència dels Castellvell. El 1321, després de la mort de Guillem d'Entença i de Montcada (sisè baró d'Entença) la baronia passà a la senyoria reial i les possessions foren annexades al comtat de Prades, del qual formaren part. El Comtat de Prades fou lliurat a l'infant Ramon Berenguer, fill de Jaume el Just, el qual l'intercanvià el 1342 amb el seu germà l'infant Pere. Des d'aleshores la baronia d'Entença seguí les vicissituds d'aquest comtat. La seva capital era Falset.

## Cinca, Ribagorça i Sobrarb
La Baronia d'Entença a la zona d'Alcolea de Cinca fou una jurisdicció senyorial formada per l'agrupació de pobles de la baronia d'Alcolea, que havia pertangut a la casa d'Entença. Teresa d'Entença, comtessa d'Urgell i vescomtessa d'Àger (1314-1327), l'aportà al seu marit, l'infant Alfons (després Alfons IV d'Aragó «el Benigne»), juntament amb la baronia d'Antillón, i fou transmesa a llur fill, el comte Jaume I d'Urgell, i als seus successors.
A part d'Alcolea de Cinca, els pobles que formaven part de la baronia d'Alcolea eren: Castellflorit, Lo Grau, Alerre, Samitier, Guaso, Morcat, Abizanda i Solana a la dreta del riu Cinca, i Graus, Setcastella, Artasona, Clamosa i Pui de Cinca a l'esquerra del Cinca, entre altres llocs de la Ribagorça i el Sobrarb.
Fora d'aquestes zones hi havia: Abiego, Alerre, Lascellas-Ponzano, Manzanera i Ràfels a Aragó, i Cuatrocasados, Lagruesa, Xestalgar i Xiva a València.